# Districtul Apac

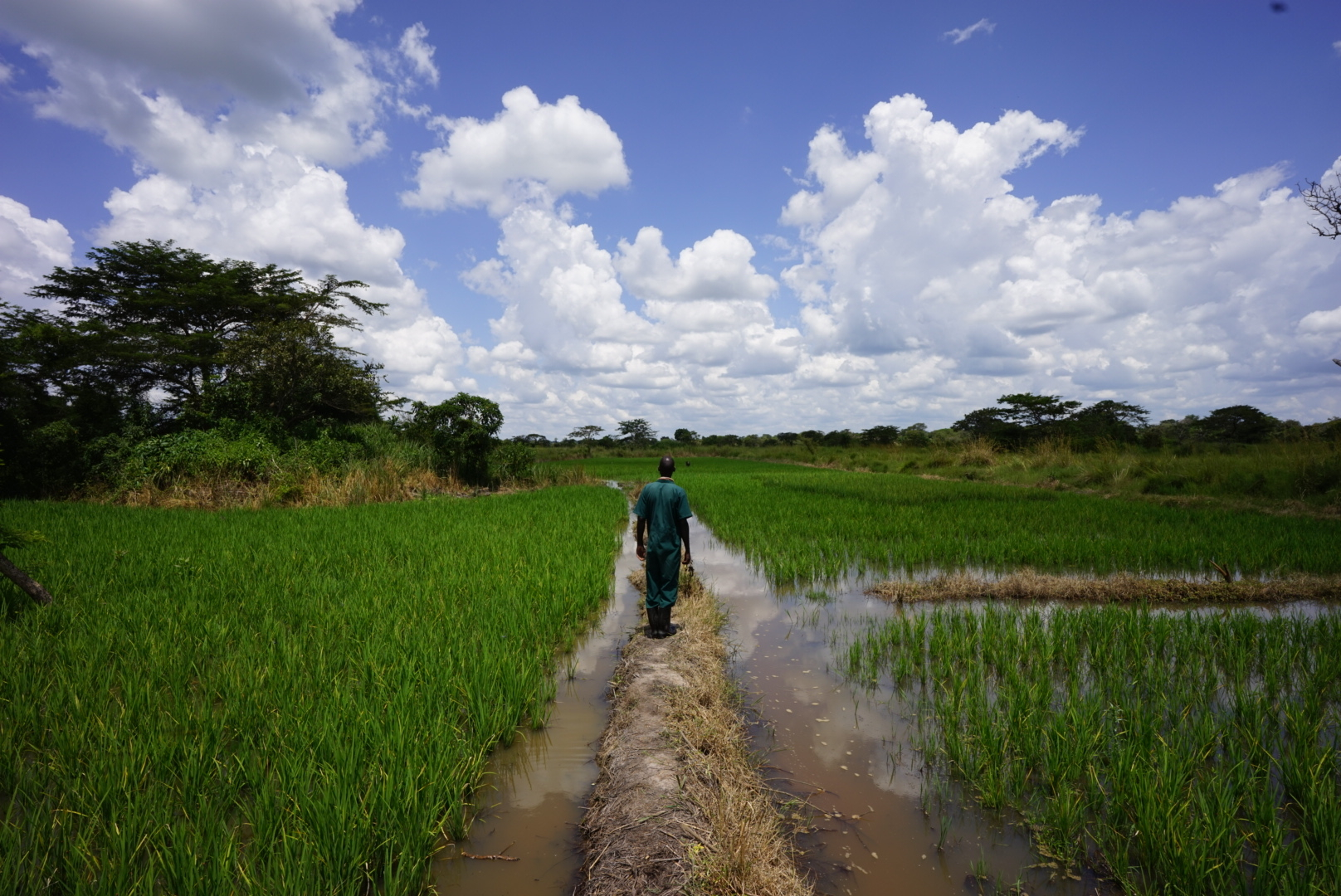
Districtul Apac

Districtul Apac este una dintre cele 80 unități administrativ-teritoriale de gradul I ale Ugandei.